# Magnus Landin Jacobsen
Magnus Landin Jacobsen, né le 20 août 1995 à Elseneur est un handballeur danois évoluant au poste d'ailier gauche. Il est le frère de Niklas Landin Jacobsen.
Avec l'équipe nationale du Danemark, il est triple Champion du monde (en 2019, 2021 et 2023) et Champion olympique en 2024

## Palmarès

### En club
Compétitions internationales
- Vainqueur de la Ligue des champions (1) :  2020

Compétitions nationales
- Vainqueur du Championnat du Danemark (1) : 2015
- Championnat d'Allemagne
  - Vainqueur (3) 2020, 2021 et 2023
  - Vice-champion (2) : 2019, 2022
- Vainqueur de la Coupe d'Allemagne (2) : 2019 et 2022
- Vainqueur de la Supercoupe d'Allemagne  (4) : 2020, 2021, 2022 et 2023

### En équipe nationale
Jeux olympiques
- Médaille d'argent aux Jeux olympiques de 2021 à Tokyo
- Médaille d'or aux Jeux olympiques de 2024 à Paris

Championnat du monde
- 10e place au championnat du monde 2017
- Médaille d'or au championnat du monde 2019
- Médaille d'or au championnat du monde 2021
- Médaille d'or au championnat du monde 2023
- Médaille d'or au championnat du monde 2025

Championnat d'Europe
- 4e place au championnat d'Europe 2018
- 13e place au championnat d'Europe 2020
- Médaille de bronze au championnat d'Europe 2022
- Médaille d'argent au championnat d'Europe 2024

sélections de jeunes
- vainqueur du championnat du monde jeunes en 2013
- Finaliste du championnat du monde junior en 2015